# Civilno društvo
Civilno društvo se može shvatiti kao „treći sektor“ društva, koji se razlikuje od vlade ili ekonomije, a koji uključuje porodicu i privatnu sferu. Prema drugim autorima, „civilno društvo“ se koristi u kontekstu 1) celine nevladinih organizacija i institucija koje ispoljavaju interese i volju građana, ili 2) pojedinaca i organizacija u društvu koji su nezavisni od vlade.
Ponekad se pojam civilno društvo koristi u njegovom širem određenju, gde se pod tim pojmom podrazumevaju „elementi slobode govora, nezavisnog sudstva, itd, od kojih se sastoji demokratsko društvo“. Pogotovo u raspravama između teoretičara Istočne i Centralne Evrope se civilno društvo takođe vidi i kao normativni koncept građanskih vrednosti. Iako se ta dva pojma često poistovećuju u literaturi, bitno je napomenuti da se pojam civilno društvo suštinski razlikuje od pojma građansko društvo.

## Etimološko poreklo reči
Koreni pojma civilno društvo datiraju do Aristotelove fraze koinōnía politikḗ (κοινωνία πολιτική), koja se pojavljuje u njegovoj Politici, gde se ona odnosi na “političku zajednicu”, srazmernu Grčkim gradovima-državama (polisima), koja je odlikovana zajedničkim skupom normi i vrednosti, u kojoj su slobodni građani u jednakom položaju na društvenoj lestvici živeli pod vladavinom zakona. Telos, odnosno cilj civilnog društva kao takavog bila je eudaimonia (τὸ εὖ ζῆν tò eu zēn), (često prevedena kao sreća ili blagostanje), pri čemu je čovek sagledavan kao “politička (društvena) životinja” (ζῷον πολιτικόν zōon politikón). Koncept su koristili i Rimski pisci, kao što je bio Ciceron, gde su pod njim podrazumevali drevno određenje republike (res publica). Pojam se vratio u zapadni politički diskurs nakon jednog od kasnijih srednjevekovnih prevoda Aristotelove Politike na latinski, od strane Leonarda Brunija, koji je prvi pojam koinōnía politikḗ preveo kao societas civilis, odnosno civilno društvo. Sa nadolazećom distinkcijom između monarhijalne autonomije i javnog zakona, pojam se koristio u kontekstu opisivanja korporativnih nekretnina (Ständestaat) feudalnih elita, odnosno zemljoposednika nasuprot moći koju je uživao princ. Pojam je imao dugu istoriju u teoriji države, i vraćen je u upotrebu sa skorašnjim razvojem događaja u Istočnoj Evropi, gde su disidenti kao Vaclav Havel tokom kasnih 1990-ih pojam koristili kako bi označili sferu civilnih udruženja koja je bila ugrožena nametljivim samoupravljajućim holističkim režimom komunističke Istočne Evrope. Prva post-moderna upotreba pojma civilno društvo u kontekstu opisa političke opozicije vodi poreklo iz radova Aleksandera Smolara u periodu 1978-79. Ipak, termin se nije koristio od strane radničkog sindikata Solidarnost tokom 1980-1981 i bio je popularizovan na globalnom nivou preko komunističke propagande samo tokom 1989. kao sredstvo ozakonjenja neoliberalne transformacije.

## Demokratija
Literatura koja se tiče odnosa između civilnog društva i demokratskog političkog društva ima svoja korene u radovima liberalnog klasičara G.V.F. Hegela čija su gledišta preuzeli Aleksis de Togevil, Karl Marks, i Ferdinand Tenis. Koncept odnosa između ta dva „društva“ je dalje značajnije razvijen od strane teoretičara 20. veka kao što su Gabriel Almond i Sidni Verba, koji su ulogu političke kulture smatrali presudnom u demokratskom uređenju.
Oni su smatrali da politički element političkih organizacija učvršćuje bolju svesnost i bolje obavešteno građanstvo, koje će donositi bolje glasačke odluke, učestvovati u politici, i koje će kao rezultat toga bolje kontrolisati vladu. Statuti ovih političkih organizacija smatrani su mikro-konstituensima zato što prilagođavaju učesnike formalnostima demokratskog donošenja odluka.
U skorašnjem periodu, Robert D. Patnam je tvrdio da su čak i nepolitičke organizacije civilnog društva vitalne za demokratiju. To je tako zato što one grade društveni kapital, poverenje i zajedničke vrednosti, koje se kao takve prenose u političku sferu i pomažu da se društvo održi kao celina tako što olakšavaju razumevanje međupovezanosti društva i interesa u okviru njega.
Ipak, drugi teoretičari, preispituju koliko je civilno društvo zapravo demokratsko. Neki su ukazali na to da su akteri civilnog društva zadobili značajnu količinu političke moći, a da im tu moć niko direktno nije dao, ili je njome zadužio. Takođe, postoje tvrdnje da je civilno društvo pristrasno prema „globalnom severu“. Parta Čaterje je tvrdio da je, u većini delova sveta, „civilno društvo demografski ograničeno“. Za Jai Sena, civilno društvo je neokolonijalni projekat koji pokreću globalne elite u cilju ostvarivanja njihovih sopstvenih interesa. Konačno, drugi teoretičari su tvrdili da bi koncept civilnog društva, pošto je on blisko povezan sa demokratijom i političkim predstavljanjem, zauzvrat trebalo da bude povezan sa idejama o nacionalnosti i nacionalizmu. Poslednje analize ukazuju na to da je civilno društvo neoliberalna ideologija koja opravdava antidemokratski napad ekonomskih elita na institucije države blagostanja putem razvijanja trećeg sektora kao njene zamene.

## Konstitucionalna ekonomija
Konstitucionalna ekonomija je polje ekonomije i konstitucionalizma koje opisuje i analizira specifične međupovezanosti između konstitucionalnih problema i funkcionisanja ekonomije, uključujući raspodelu budžeta. Termin „konstitucionalna ekonomija“ je korišćen od strane američkog ekonomiste Džejmsa M. Bjukenana kao ime za novu strategiju planiranja budžeta i njegove transparentnosti civilnom društvu, koji su prema njegovom mišljenju od presudnog značaja za implementaciju vladavine zakona. Takođe, dostupnost efektivnog pravosudnog sistema, kog civilno društvo može koristiti u slučaju nesrazmernog trošenja vlade ili donošenja akata kojima se takvi troškovi opravdavaju, postaje ključni element za uspeh bilo kog uticajnog civilnog društva.

## Globalni nivo
Kritičari i aktivisti trenutno često vezuju termin civilno društvo za sferu društvenog života koju je potrebno zaštititi od globalizacije, jer je ona viđena kao pojava koja deluje bez ograničenja i bez obzira na državne granice i teritorije. Ipak, pošto civilno društvo može, po mnogim definicijama, da uključuje i bude finansirano, i ujedno i upravljano od strane onih biznismena i institucija (pogotovo donora koji su povezani sa evropskim i zemljama „globalnog severa“) koje podržavaju globalizaciju, ovakva upotreba termina civilno društvo je u najmanju ruku sporna. Nagli razvoj civilnog društva na globalnom nivou nakon raspada komunističkog sistema je bio deo neoliberalnih strategija povezanih sa Vašingtonskim konsenzusom. Takođe, objavljene su pojedine studije koje se tiču nerešenih problema u vezi sa upotrebom termina kako bi se opisala povezanost  uticaja i konceptualne moći međunarodnog sistema humanitarne pomoći.
S druge strane, pojedini autori vide globalizaciju kao društveni fenomen koji proširuje sferu klasičnih liberalnih vrednosti, koje neizbežno vode ka mnogo većoj ulozi civilnog društva na štetu politički nastalih državnih institucija.
Ideja o globalnom civilnom društvu se u suštini zasniva na Zapadnim koncepcijama civilnog društva, onim koje se najviše bave nevladinim političkim delovanjem. Ipak, nagovešteno je da će razvoj kineskih prekomorskih NGO i GONGO (Vladine nevladine organizacije) dovesti do manje-više robusne definicije koja civilno društvo sagledava izvan granica zapadnih zemalja.
Integrisani sistem organizacija civilnog društva (ICSO), razvijen od strane Odseka za ekonomiju i društvene poslove (DESA), olakšava interakcije između organizacija civilnog društva i Odseka.
Civilna društva su takođe postala uključena u procese donošenja ekoloških zakona. Te grupe civilnog društva koje se tiču sfere ekologije vrše značajan uticaj na usvajanje ekoloških zakona tako što postavljaju agendu koja stavlja akcenat na smanjenje štetnog uticaja na životnu sredinu. Oni takođe informišu javnost o problemima koji se tiču životne sredine, i samim tim su zahtevi javnog mnjenja za ekološke promene znatno povećani.

## Istorija
Iz istorijske perspektive, pravo značenje koncepta civilnog društva se dva puta menjalo od njegovog prvobitnog, klasičnog određenja. Prva promena se dogodila nakon Francuske buržoaske revolucije, a druga nakon pada komunizma u Evropi.

### Zapadna antika
Koncept civilnog društva u njegovom predmodernom klasičnom republikanskom značenju je u principu povezan sa ranom modernom strujom Prosvetiteljstva u 18. veku. Ipak, koncept ima mnogo stariju istoriju u sferi političke misli. Generalno govoreći, na civilno društvo se gledalo kao na političku asocijaciju (udruženje) koja se bavi društvenim sukobima tako što nameće pravila obuzdavanja građana kako ne bi naudili jedni drugima. U klasičnom periodu, koncept je korišćen kao sinonim za dobro društvo, i viđen je kao nerazdvojivi deo države. Na primer, Sokrat je smatrao da bi unutardruštvene konflikte trebalo rešavati preko javnih rasprava koristeći dijalektiku, oblik racionalnog dijaloga za otkrivanje istine. Prema Sokratu, javna rasprava preko dijalektike je bila imperativ kako bi se očuvala “uljudnost” u polisu i “dobar život” za ljude. Za Platona, ideal države je bio pravedno društvo u kojem se ljudi posvećuju zajedničkom dobru, uvažavaju društvene vrednosti mudrosti, hrabrosti, umerenosti i pravde, i igraju značajnu ulogu za koju su najbolje pogodni. Dužnost “filozofskog kralja” je bila da se stara od ljudima na najbolji mogući način. Aristotel je smatrao da je polis “udruženje koje se sastoji od mnoštva drugih udruženja” koje omogućava građanima da dele zajednički zadatak da vladaju i da se nad njima vlada. Njegova koinonia politike, odnosno poimanje političkog delovanja podrazumevalo je političku zajednicu.
Koncept societas civilis je Rimskog porekla i utemeljen je od strane Cicerona. Politički diskurs u klasičnom periodu stavlja veliki značaj na ideju o “dobrom društvu” kako bi se obezbedili mir i red među ljudima. Filozofi u klasičnom periodu nisu pravili razliku između države i društva, već su smatrali da država predstavlja civilnu formu društva i da “civilizovanost” označava zahtev za dobrim građanstvom. Štaviše, oni su smatrali da su ljudska bića suštinski racionalna, i da kao takva ona mogu da kolektivno oblikuju prirodu društva kojem pripadaju. Uz to, ljudska bića imaju odliku da se svesno udružuju radi ostvarenja zajedničkog cilja i očuvanja mira u društvu. Analizirajući ovo gledište, možemo zaključiti da su politički mislioci klasičnog perioda utemeljili genezu (postanak) civilnog društva u njegovom izvornom značenju.
Srednji vek doneo je značajne promene po pitanju tema kojima su se bavili politički filozofi. Zbog jedinstvenih političkih okvira feudalizma, koncept klasičnog civilnog društva je praktično nestao iz generalnih razmatranja. Umesto toga, raspravama su preovlađivali problemi pravednog rata, preokupacija koja će potrajati sve do kraja Renesanse.

### Istorija rane moderne
Tridesetogodišnji rat i posledični Vestfalski mir naglasili su stvaranje sistema suverenih država. Principima Vestfalije, koji su sadržani u Vestfalskom ugovoru, utvrđeno je da države, kao teritorijalno utemeljene političke jedinice imaju nezavisnost. Kao rezultat toga, monarhije su mogle da sprovode nacionalnu kontrolu stvaranjem feudalnih gospodara, smanjujući time potrebu da se oslanjaju čisto na vojnu snagu. Shodno tome, monarh je mogao da oformi državnu vojsku i sprovede profesionalnu birokratizaciju i fiskalne odseke, koji su mu omogućavali da održi direktnu kontrolu i autoritet nad njegovim podanicima. U cilju zadovoljavanja administrativnih troškova, monarh je kontrolisao ekonomiju. Ovo je dovelo do stvaranja apsolutizma. Sve do sredine 18. veka, apsolutizam je bio svojevrsno obeležje Evrope.
Koncept apsolutističke države je bio osporavan u periodu Renesanse. Kao reakcija na prirodnu posledicu Renesanse, Humanizam i naučnu revoluciju, renesansni mislioci su postavili fundamentalna pitanja kao što su “Koju legitimnost pruža naslednost?”, “Zašto su vlade institucionalizovane?”, “Zašto pojedina ljudska bića moraju da imaju više osnovnih ljudskih prava od drugih?”, itd. Ova pitanja su ih navela da naprave pojedine pretpostavke o prirodi ljudskog uma, zatim o izvorima političkog i moralnog autoriteta, razlozima koji održavaju apsolutizam, i kako prevazići apsolutizam. Renesansni mislioci su verovali u inherentnu dobrotu ljudskog uma. Bili su protivnica savezništva i povezanosti između države i crkve, i smatrali su da je ta povezanost neprijatelj ljudskog napretka i dobrobiti zato što je aparat prinude koji je uživala vlada tlačio individualne slobode, a crkva je monarha legitimizovala u vidu bića božanskog porekla. Shodno tome, i apsolutistička država i crkva  smatrani su suprotnostima volje građana.
Stravičnosti Tridesetogodišnjeg rata izvršile su snažan uticaj na političke filozofe tog vremena, koji su smatrali da bi društveni odnosi trebalo da budu uređeni na način koji bi se razlikovao od prirodnog zakona. Neki od njihovih pokušaja da se to ostvari doveli su do stvaranja teorije društvenog ugovora koja je osporavala postojanje društvenih odnosa u skladu sa uslovima prirodnog zakona. Oni su smatrali da se ljudska priroda može razumeti putem analize objektivne realnosti i uslova prirodnog zakona. Samim tim, tvrdili su da bi priroda ljudskih bića trebalo da se vodi interesima države i uspostavljenim pozitivnim zakonima. Tomas Hobs je naznačio potrebu za snažnom državom koja bi mogla da održi civilizovanost u društvu. Za Hobsa, ljudska bića su motivisana isključivo njihovim sopstvenim interesima. Štaviše, ti samointeresi su često kontradiktorni u prirodi. Shodno tome, u prirodnom stanju, javlja se rat svih protiv svih. U takvoj situaciji, život je “samotan, siromašan, nasilan i kratak”. Nakon spoznavanja opasnosti anarhije, ljudska bića postala su svesna da im je potreban mehanizam kako bi se zaštitili. Što se tiče Hobsa, racionalnost i samointeresi ubedili su ljudska bića da stvore dogovor putem kojeg bi predali svoju pojedinačnu suverenost zajedničkoj moći. Hobs je ovu zajedničku moć nazvao država, Levijatan.
Džon Lok je o političkim uslovima u Engleskoj imao sličan koncept kao i Hobs. To je bio period Veličanstvene revolucije, označen prepiranjima između božanskog prava krune i političkih prava Parlamenta. Ovo je uticalo na Loka da stvori teoriju društvenog ugovora sa ograničenom državom i snažnim društvom. Prema Lokovom viđenju, ljudska bića takođe vode nespokojan život u prirodnom stanju. Ipak, on može biti održavan na manje od optimalnom nivou u odsustvu zadovoljavajućeg sistema. Od te glavne zabrinutosti, ljudi su se zajednički okupili kako bi potpisali ugovor i konstituisali zajednički javni autoritet. Uprkos tome, Lok je smatrao da se konsolidacija političke moći može pretvoriti u autokratiju, ako se ne podvede pod pouzdana ograničenja. Shodno tome, Lok je predstavio dva ugovora koja se tiču vlade sa recipročnim obavezama. U prvom ugovoru, ljudi posvećuju sebe zajedničkom javnom autoritetu. Ovaj autoritet ima moć da sprovodi i održava zakone. Drugi ugovor sadrži ograničenja autoriteta, odnosno – država nema moć da preti osnovnim pravima ljudskih bića. Što se Loka tiče, osnovna prava ljudskih bića znače očuvanje života, slobode i imovine. Štaviše, on je smatrao da država mora da funkcioniše unutar granica društvenih i prirodnih zakona.
I Hobs i Lok su uveli sistem u kojem se mirna koegzistencija među ljudskim bićima može osigurati preko društvenog pakta, odnosno ugovora. Oni su na civilno društvo gledali kao na zajednicu koja održava društveni život, prostor gde su društvene vrednosti i prava razdvojene od prirodnih zakona. Ipak, oni nisu tvrdili da je civilno društvo prostor koji je odvojen od države. Nasuprot tome, oni su naznačili postojanje koegzistencije države i civilnog društva. Sistematski pristupi Hobsa i Loka (u njihovim analizama društvenih odnosa) su u mnogome uticani od strane iskustava u njihovom periodu. Njihovi pokušaji da objasne ljudsku prirodu, prirodne zakone, društveni ugovor i stvaranje vlade su se suprotstavili teoriji božanskog prava. Za razliku od božanskog prava, Hobs i Lok su tvrdili da ljudi mogu da dizajniraju sopstveno političko uređenje. Ova ideja je imala veliki uticaj na mislioce u Renesansnom periodu.
Mislioci renesanse tvrdili su da su ljudska bića racionalna i da mogu da oblikuju sopstvenu sudbinu. Shodno tome, nema potrebe za apsolutnim autoritetom da ih kontroliše. Žan Žak Ruso, kritičar civilnog društva, i Emanuel Kant, smatrali su da su ljudi ljubitelji mira i da su ratovi tvorevina apsolutističkih režima. Što se tiče Kanta, on je smatrao da je civilno društvo efektivan sistem za zaštitu protiv dominacije pojedinačnih interesa i tiranije koja bi se sprovodila protiv većine.

## Institucije
Organizacije civilnog društva, takođe poznate i kao civilne organizacije, između ostalih uključuju:
- Akademije
- Grupe za aktivizam
- Fondacije
- Nevladine organizacije
- Neprofitne organizacije
- Političke partije
- Privatne volonterske organizacije
- Udruženja

### Teoretičari civilnog društva
- Džefri Čarls Aleksandar
- Fransis Fukujama
- Ernest Gelner
- Jirgen Habermas
- Majkl Oukšot
- Elinor Ostrom
- Robert Patnam

## Literatura
- Alagappa, Muthiah (2004). Civil Society and Political Change in Asia. Stanford: Stanford University Press. ISBN 978-0-8047-5097-4.
- Colletti, Lucio. ‘Introduction’, in Karl Marx, Early Writings. Pelican. 1975. стр. 7-56. ISBN 978-0-14-021668-4.
- Edwards, Michael (2004). Civil Society. Cambridge, England: Polity Press. ISBN 978-0-7456-3133-2..
- Draper, Hal, Karl Marx's Theory of Revolution (Volume 1: State and Bureaucracy, Volume 2: The Politics of Social Classes). New York: Monthly Review Press, 1977 & 1986.
- Ehrenberg, John (1999). Civil Society: The Critical History of an Idea. New York: New York University Press.
- Ginsborg, Paul (2003). Italy and Its Discontents: Family, Civil Society, State. Palgrave Macmillan. ISBN 978-1-4039-6152-5.
- Gosewinkel, Dieter: Civil Society, European History Online, Mainz: Institute of European History, 2011, retrieved: 24 August 2011.
- Hemmati, Minu. Dodds, Felix. Enayati, Jasmin. and McHarry, Jan „downloadable copy of Multistakeholder Processes for Governance and Sustainability:Beyond Deadlock and Conflict”. Архивирано из оригинала 9. 12. 2017. г.
- O'Connell, Brian (1999). Civil Society: The Underpinnings of American Democracy. Medford, Mass: Tufts University Press. ISBN 978-0-87451-924-2.
- Perlas, Nicolas (1999). Shaping Globalization – Civil Society, Cultural Power and Threefolding. Center for Alternative Development Initiatives. ISBN 978-0-9583885-8-0. .
- Pollock, Graham (март 2001). „Civil Society Theory and Euro-Nationalism”. Studies in Social & Political Thought (4): 31—56., , p „online” (PDF). Архивирано из оригинала (PDF) 28. 9. 2012. г.
- Soper, Steven C (2013). Building a Civil Society: Associations, Public Life, and the Origins of Modern Italy.
- Tvedt, Terje. (1998). Angels of Mercy or Development Diplomats. NGOs & Foreign Aid. Oxford: James Currey..
- Whaites, Alan,. Let's get civil society straight: NGOs and Political Theory,. Development in Practice, 1996, [2][мртва веза]
- Whaites, Alan, (1998). NGOs, Civil Society and the State: Avoiding theoretical extremes in real world issues,' Development in Practice. [3][мртва веза]
- Zaleski, Pawel Stefan. Tocqueville on Civilian Society: A Romantic Vision of the Dichotomic Structure of Social Reality.. Archiv für Begriffsgeschichte Bd. 50/2008
- Helmut K. Anheier, Stefan Toepler (2010). International Encyclopedia of Civil Society. Springer. ISBN 978-0-387-93996-4.. Springer-Verlag New York Inc., New York.

## Spoljašnje veze
- UN and Civil Society
- „UNEP Global Civil Society Forum”. Архивирано из оригинала 4. 3. 2016. г..
- „EU relations with Civil Society”. Архивирано из оригинала 2. 2. 2012. г.
- „UK DFID relations with”. Архивирано из оригинала 16. 4. 2009. г. Civil Society
- Civicus – Worldwide Alliance for Citizen Participation
- Global civil society (PCDF).
- „One World Trust Database of Civil Society Self-regulatory Initiatives”. Архивирано из оригинала 7. 1. 2016. г.
- „Wiser.org – World Index for Social and Environmental Responsibility”. Архивирано из оригинала 08. 05. 2019. г. Приступљено 29. 04. 2019. – formerly www.civilsociety.org.
- „Stakeholder Forum for a Sustainable Future engagement in UN stakeholder relations”. Архивирано из оригинала 10. 4. 2013. г.
- „International Society for Third-Sector Research”. Архивирано из оригинала 22. 05. 2019. г. Приступљено 29. 04. 2019.
- „Requier-Desjardins Mélanie & Bied-Charreton Marc, 2007. Science and Civil Society in the fight against desertification. Les dossiers thématiques du CSFD. (6):[[Категорија:Cite journal]]. 40 pp.”. Архивирано из оригинала 29. 04. 2014. г. Приступљено 29. 04. 2019. Сукоб URL—викивеза (помоћ)
- 100 years of trends in international civil society by the Union of International Associations
- Interface journal „special issue”. Архивирано из оригинала 20. 1. 2018. г. on civil society and social movements